# Благотворителна разпродажба
„ Благотворителна разпродажба“ (на английски: The Field Bazaar) е малък „неканонически“ хумористичен разказ на писателя Артър Конан Дойл за известния детектив Шерлок Холмс. Публикуван е през 1896 година.
Той е написан с благотворителна цел, за да се съберат пари за университета в Единбург. Първоначално разказът е публикуван в университетския вестник „The Student“, през 1934 г. е преиздаден от „Atheneum Press“, а през 1947 г. е публикуван от компанията „Baker Street“ във вид на брошура.

## Сюжет
Внимание:  Текстът по-долу разкрива сюжета на произведението (или части от него)!
Шерлок Холмс за пореден път „чете мислите“ на Уотсън и го поощрява да изпълни това, което обмисля. Според него, Уотсън е бил помолен да помогне за благотворителна разпродажба с цел да се съберат пари за отбора по крикет към Единбургския университет. Уотсън е много изненадан как Холмс е разбрал за това, при условие, че писмото с молбата е дошло малко преди това и двамата не са разговаряли междувременно. Холмс обяснява как е стигнал до този извод и накрая Уотсън отбелязва, че явно е било „много лесно“. Тези думи на Уотсън засягат детектива и той го смайва отново, като му предлага сам да разбере как така е успял да отгатне, че конкретната молба към Уотсън е да напише статия в студентското списание и той вече е решил темата да бъде разигралата се току-що сцена между двамата.